# Yun Il-lok
Dans ce nom coréen, le nom de famille, Yun, précède le nom personnel.
Yun Il-lok (en coréen : 윤일록), né le 7 mars 1992 à Gwangju en Corée du Sud, est un footballeur international sud-coréen, qui évolue au poste d’attaquant.

## Biographie

### Carrière en club
Avec le FC Séoul, il atteint la finale de la Ligue des champions d'Asie en 2013, puis les demi-finales en 2016. Le 26 février 2013, il est l'auteur d'un doublé contre le club chinois du Jiangsu Sainty.
En janvier 2020, libre de tout contrat, il rejoint le Montpellier HSC.

### Carrière internationale
Il est sélectionné en sélection sud-coréenne des moins de 17 ans pour la Coupe du monde des moins de 17 ans de 2009 qui se déroule au Nigeria. Il joue cinq rencontres lors de ce tournoi. La Corée du Sud est éliminée en quart de finale par le Nigeria.  Puis, il est sélectionné avec les moins de 20 ans pour la Coupe du monde des moins de 20 ans de 2011 qui se déroule en Colombie. Il joue quatre rencontres lors de ce tournoi. La Corée du Sud est éliminée en huitième de finale par l'Espagne.
Il fait ses débuts internationaux en 2013, année au cours de laquelle il dispute huit rencontres internationales. Le 28 juillet 2013, il honore sa première sélection contre le Japon lors d'un match de la Coupe d'Asie de l'Est de 2013. Lors de ce match, il inscrit son premier but en sélection à la 32e minute de la rencontre. La rencontre se solde par une défaite de 2-1 des Sud-Coréens. 
Après une longue période blanche, il fait son retour en sélection, participant à la Coupe d'Asie de l'Est de 2017. Il ne dispute toutefois aucun match lors de ce tournoi.

## Palmarès

### En club
- Avec le  FC Séoul
  - Finaliste de la Ligue des champions d'Asie en 2013
  - Champion de Corée du Sud en 2016
  - Vainqueur de la Coupe de Corée du Sud en 2015

### En sélection
- Avec la  Corée du Sud
  - Vainqueur de la Coupe d'Asie de l'Est en 2017

## Statistiques

### Carrière
| Saison                | Club                  | Championnat           | Championnat | Championnat | Coupe(s) nationale(s) | Coupe(s) nationale(s) | Compétition(s) continentale(s) | Compétition(s) continentale(s) | Compétition(s) continentale(s) | Corée du Sud | Corée du Sud | Total | Total |
| Saison                | Club                  | Division              | M.          | B.          | M.                    | B.                    | Comp.                          | M.                             | B.                             | M.           | B.           | M.    | B.    |
| 2011                  | Gyeongnam FC          | K League              | 21          | 4           | 6                     | 0                     | -                              | -                              | -                              | -            | -            | 27    | 4     |
| 2012                  | Gyeongnam FC          | K League              | 42          | 6           | 4                     | 2                     | -                              | -                              | -                              | -            | -            | 46    | 8     |
| Sous-total            | Sous-total            | Sous-total            | 63          | 10          | 10                    | 2                     | -                              | 0                              | 0                              | 0            | 0            | 73    | 12    |
| 2013                  | FC Séoul              | K League              | 29          | 2           | 2                     | 0                     | LCA                            | 10                             | 4                              | 8            | 1            | 49    | 7     |
| 2014                  | FC Séoul              | K League              | 27          | 7           | 3                     | 0                     | LCA                            | 10                             | 3                              | -            | -            | 40    | 10    |
| 2015                  | FC Séoul              | K League              | 20          | 1           | 4                     | 0                     | LCA                            | 8                              | 1                              | -            | -            | 32    | 2     |
| 2016                  | FC Séoul              | K League              | 26          | 6           | 5                     | 0                     | LCA                            | 5                              | 0                              | -            | -            | 36    | 6     |
| 2017                  | FC Séoul              | K League              | 35          | 5           | 1                     | 0                     | LCA                            | 4                              | 2                              | -            | -            | 40    | 7     |
| Sous-total            | Sous-total            | Sous-total            | 137         | 21          | 15                    | 0                     | -                              | 37                             | 10                             | 8            | 1            | 197   | 32    |
| 2020                  | Montpellier HSC       | Ligue 1               | 2           | 0           | 0                     | 0                     | -                              | -                              | -                              | -            | -            | 2     | 0     |
| Sous-total            | Sous-total            | Sous-total            |             |             |                       |                       | -                              | 0                              | 0                              | 0            | 0            | 0     | 0     |
| Total sur la carrière | Total sur la carrière | Total sur la carrière | 212         | 31          | 30                    | 2                     | -                              | 37                             | 10                             | 8            | 1            | 287   | 44    |

### Buts en sélection
Le tableau suivant liste tous les buts inscrits par Yun Il-lok avec l'équipe de Corée du Sud.